# NGC 5468
NGC 5468 è una galassia a spirale intermedia a circa 150 milioni di anni luce in direzione della costellazione della Vergine.
È gravitazionalmente legata alla galassia NGC 5472. È stato proposto che la coppia sia membro del gruppo LDC 1026, che includerebbe anche le galassie interagenti Arp 271 (NGC 5426 e NGC 5427) e le galassie NGC 5476, NGC 5324, NGC 5369 e NGC 5493.
Ha una magnitudine apparente nel visibile pari a 12,08 e dimensioni di 2,4 × 2,3 arcominuti.
NGC 5468 fu scoperta da William Herschel il 5 marzo 1785.
È stata sede delle supernove SN 1999cp (di tipo Ia), SN 2002cr (di tipo Ia),  SN 2002ed (di tipo IIP), SN 2005P (di tipo Ia-pec) e SN 2018dfg (di tipo II).